# Мачелај (Кунео)
Мачелај је насеље у Италији у округу Кунео, региону Пијемонт.
Према процени из 2011. у насељу је живело 368 становника. Насеље се налази на надморској висини од 243 м.